# Britische Gebärdensprachen
Zu den Britischen Gebärdensprachen zählen unter anderem die British Sign Language (BSL), Australische Gebärdensprache (Auslan) und Neuseeländische Gebärdensprache (NZSL). Diese drei Sprachen gehören zu den Britischen Gebärdensprachen, da sie ähnliche Grammatiken, Fingeralphabete und Gebärden verwenden. Dies erkannten Trevor Johnston und Adam Schembri.
BSL, Auslan und NZSL haben ihren Ursprung in den alten Gebärdensprachen Großbritanniens des 19. Jahrhunderts.
Die American Sign Language (ASL) gehört nicht zu den Britischen Gebärdensprachen, sondern zu den Französischen Gebärdensprachen, da sie sich aus der alten Französischen Gebärdensprache entwickelt hat.
Innerhalb der Sprachen Auslan, BSL und NZSL sind bis zu 82 % der Gebärden gleich. Bei ASL sind es nur zu 31 % gleiche Gebärden.
Laut Henri Wittmann (1991) stammt die Svenskt teckenspråk (Schwedische Gebärdensprache) von der BSL ab. Die Portugiesische und Finnische Gebärdensprache stammen wiederum von der Schwedischen ab. Die Dansk tegnsprog (Dänische Gebärdensprache) ist zwar der Svenskt teckenspråk ähnlich, wird aber von Wittmann zu den Französischen Gebärdensprachen zugeordnet.
Für Anderson (1979) haben die Svenskt teckenspråk, Deutsche Gebärdensprache und British Sign Language ihren Ursprung in einer "nordwesteuropäischen" Gebärdensprache.

## Klassifikation der Sprachen
- British Sign Language (einige Gebärden von 1644 sind möglicherweise nicht BSL, ca. 1760 bis 1900 Alte BSL, ab ca. 1900 heutige BSL), etwa 151 000 Nutzer[2]
  - Australische Gebärdensprache (ca. 1860, Einflüsse von ASL und Irish Sign Language), mit ca. 10 000 Nutzern[3]
    - Papua New Guinean Sign Language (ca. 1990), eine Kreol-Sprache, 30 000 Sprecher[4]
    - Solomon Islands Sign Language

  - Neuseeländische Gebärdensprache (ca. 1870), genutzt von 20 000 Personen[5]
  - Northern Ireland Sign Language (ca. 1920, Einflüsse aus American Sign Language und Irish Sign Language)
  - South African Sign Language (zwischen 1846, 1860 & 1881), von 235 000 Personen gesprochen
  - Maritime Sign Language (ca. 1860), mit 100 aktiven Nutzern[6]
  - Schwedische Gebärdensprachen (ca. 1800)
    - Schwedische Gebärdensprache (ca. 1800)
    - Finnische Gebärdensprache (1850er)
    - Finnlandschwedische Gebärdensprache (1850er)
    - Eritrean Sign Language (1955)
    - Portugiesische Gebärdensprache (1823)
      - São Tomé and Príncipe Sign Language (ca. 21. Jahrhundert)

    - Cape Verdian Sign Language (1990er)